# آب‌انبار حسینیه گناباد
آب‌انبار حسینیهٔ گناباد مربوط به اواخر دوره قاجار است و در گناباد، میدان امام خمینی، جنب حسینیهٔ گناباد واقع شده است.
این اثر در تاریخ ۸ مرداد ۱۳۸۱ با شمارهٔ ثبت ۵۹۵۲ به‌عنوان یکی از آثار ملی ایران به ثبت رسیده است.